# Batalla de Apóstoles
Se denomina Batalla de Apóstoles al enfrentamiento bélico ocurrido el 2 de julio de 1817, en el marco de la invasión lusobrasileña. El general portugués Francisco das Chagas Santos invadió las Misiones Orientales y luego el territorio que actualmente es la provincia argentina de Misiones, sometiendo y destruyendo varios pueblos misioneros. Posteriormente se dirigió hacia el cuartel general de Apóstoles, donde fue completamente derrotado por el comandante guaraní Andresito Guazurarí.

## Antecedentes
En junio de 1817, Andresito Guazurarí había establecido su cuartel general en el pueblo de Apóstoles, meses antes saqueado y destruido por la invasión portuguesa y brasileña dirigida por el comandante Francisco das Chagas Santos. El comandante Andrés Guazurarí, conocido por su pueblo como Andresito, comenzó la organización de las fuerzas misioneras con la finalidad de contrarrestar las invasiones de los portugueses. La concentración de las fuerzas misioneras en Apóstoles exacerbó los ánimos del comandante portugués Francisco das Chagas Santos, quien decidió organizar una nueva invasión a Misiones con el objetivo de atacar a los misioneros que se hallaban concentrados en Apóstoles.
A fines del mes de junio de 1817 una fuerza portuguesa compuesta por 800 hombres pertenecientes al Regimiento de Dragones de Río Pardo y a la Infantería de Santa Catalina, comandados por el brigadier Francisco das Chagas Santos, el mayor José María da Gama, el capitán Alexandre José de Campos y el alférez Antonio de Souza Coutinho, cruzaron el río Uruguay y se dirigieron hacia Apóstoles. Eran en su mayoría soldados veteranos, gran parte de ellos se habían formado en las guerras napoleónicas de Europa. Ante el avance decidido de los portugueses los gauchos que habitaban las chacras y estancias se fueron replegando junto a sus familias hacia la guarnición de Apóstoles, uniéndose a los guaraníes.

## Composición de las tropas misioneras
Las tropas de Andresito Guazurarí estaban compuestas por los sobrevivientes de las matanzas realizadas por los portugueses en San Carlos, San José, Concepción, Santo Tomé, La Cruz, Mártires, San Javier, Apóstoles y otras tantas reducciones de Misiones, durante los meses de enero y febrero de 1817. Eran el mismo pueblo, integrado por indios guaraníes y gauchos criollos habitantes de los campos adyacentes a los pueblos.

## La batalla
Al amanecer del 2 de julio de 1817, el enemigo se presentó en formación de batalla en las afueras del pueblo, hacia el este, sobre la margen izquierda del arroyo Cuñamanó, dispuesto a iniciar el ataque. Los misioneros decidieron salir a enfrentarlos enarbolando una bandera roja. El enfrentamiento se produjo a media legua del pueblo. Los gauchos y guaraníes fueron rechazados al no lograr quebrar la línea de artillería de los portugueses y se replegaron hacia el pueblo, fortificándose en los patios de talleres, los ranchos y en el templo. Entonces los portugueses, a media mañana, comenzaron el asedio del pueblo. Dice textualmente el parte de batalla redactado por el brigadier Das Chagas Santos:

El escuadrón de la izquierda rompió el fuego tomando los costados del cementerio y la huerta. El de la derecha ganó al galope el portón del segundo patio y por el centro atacó nuestra infantería, que luego tomó la bandera encarnada siendo muerto su portador y atacando a los gauchos, huyeron estos para la plaza y acosados por nuestra fusilería corrieron por el patio del colegio, cuyo portón cerraron guarneciéndose adentro con sus tiradores; así como por las ventanas de la iglesia de donde nos habían iniciado fuego. Al mismo tiempo, los milicianos de la derecha habían forzado el portón del segundo patio debajo del fuego de los gauchos, que precipitadamente corrieron para el primer patio, en que hubo mucho fuego de ambas partes.
Francisco das Chagas Santos

Mientras la batalla se desarrollaba, una torrencial lluvia se abatía sobre el pueblo, lo que tornaba más confusa e indecisa la situación. La batalla llegó a una resolución a las 3 de la tarde, momento en que entró en escena el comandante Andresito Guazurarí al frente de un cuerpo de caballería compuesto por doscientos hombres. Llegaba al galope desde el vecino pueblo de San José con este importante auxilio. Das Chagas intentó detenerlo y mandó al capitán de granaderos José María da Gama junto a 120 hombres para que rechazara a Guazurary a las afueras del pueblo. Los doscientos lanceros guaraníes de Andresito arrollaron en su marcha a la columna portuguesa del capitán Da Gama y cayeron violentamente sobre los portugueses que atacaban al pueblo. El combate, en medio de la lluvia y el barro, se volvió terrible. Las cargas de los fusiles estallaron y los choques del acero de las lanzas, los facones y los sables, se mezclaron con sapucais (agudísimos gritos de coraje o de alegría típicos de la cultura guaraní) y gritos de dolor. Los lusobrasileños comenzaron a perder terreno, hasta que el mismo brigadier Das Chagas fue herido en el hombro derecho. Entonces comenzó la retirada de los invasores, y la implacable persecución de los gauchos y guaraníes misioneros se convirtió en un azote para los portugueses y brasileños hasta que lograron repasar el río Uruguay.

## Consecuencias
Al anochecer de aquel 2 de julio de 1817 la batalla de Apóstoles concluía con una victoria rotunda de las fuerzas del comandante Andresito Guazurarí y sus lugartenientes y subordinados como: Pantaleón Sotelo, Nicolás Aripí, Nicolás Cristaldo, Francisco Javier Sití, Blas Basualdo y el capitán apostoleño Matías Abucú.
La batalla de Apóstoles no constituyó un hecho aislado. Es un episodio crucial que llenó de gloria a las campañas militares del comandante Andresito Guazurarí, desarrolladas en el transcurso de los años 1815 a 1819. Formó ―junto a las batallas de Candelaria, de San Carlos, Saladas, Lomas de Caa Catí, San José, la pura expresión de la lucha desatada por el pueblo misionero contra la dominación extranjera y la defensa de los principios de la libertad y la autonomía. Las bajas de las tropas al mando de Andresito Guazurarí se calculan en 84 gauchos y guaraníes misioneros.
CONMEMORACION
```
Desde los años 2.000 y en varias ocasiones, el Municipio, con la colaboración de los vecinos y la Guarnición Militar Regimiento de Monte 30, realizaron la conmemoración de la batalla el día 2 de julio. Resultaron dichos eventos un emocionante recordatorio al revivir la Batalla de Apóstoles con presencia de soldados, civiles, caballos, carros y armazones similando la Iglesia y ranchos de la población aborigen del lugar en la época de la Batalla. Cada 02 de Julio se conmemora con un Acto Cívico en la Plazoleta ubicada en la Avenida 9 de Julio, Monumento a Andresito Guacurarí, lugar donde se libró la Batalla.- 
```

- Datos: Q6394358